# Schizomus vittatus
Espèce
Schizomus vittatus est une espèce de schizomides de la famille des Hubbardiidae.

## Distribution
Cette espèce est endémique du Sri Lanka,. Elle se rencontre vers Peradeniya.

## Description
La femelle holotype mesure 5,5 mm.

## Publication originale
- Gravely, 1911 : The species of Ceylon Pedipalpi. Spolia Zeylanica, vol. 7, p. 135-140 (texte intégral).